# Kwietniczek dwojaczek

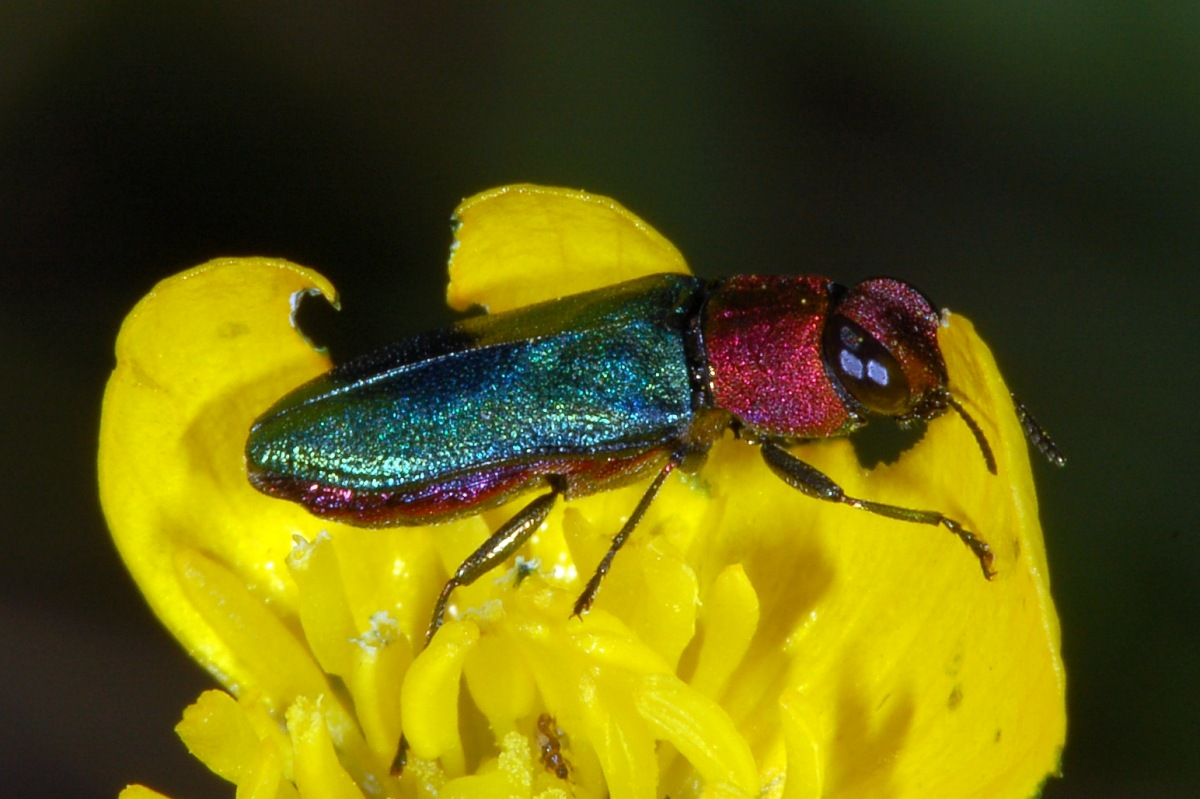
Ciemno ubarwiona samica

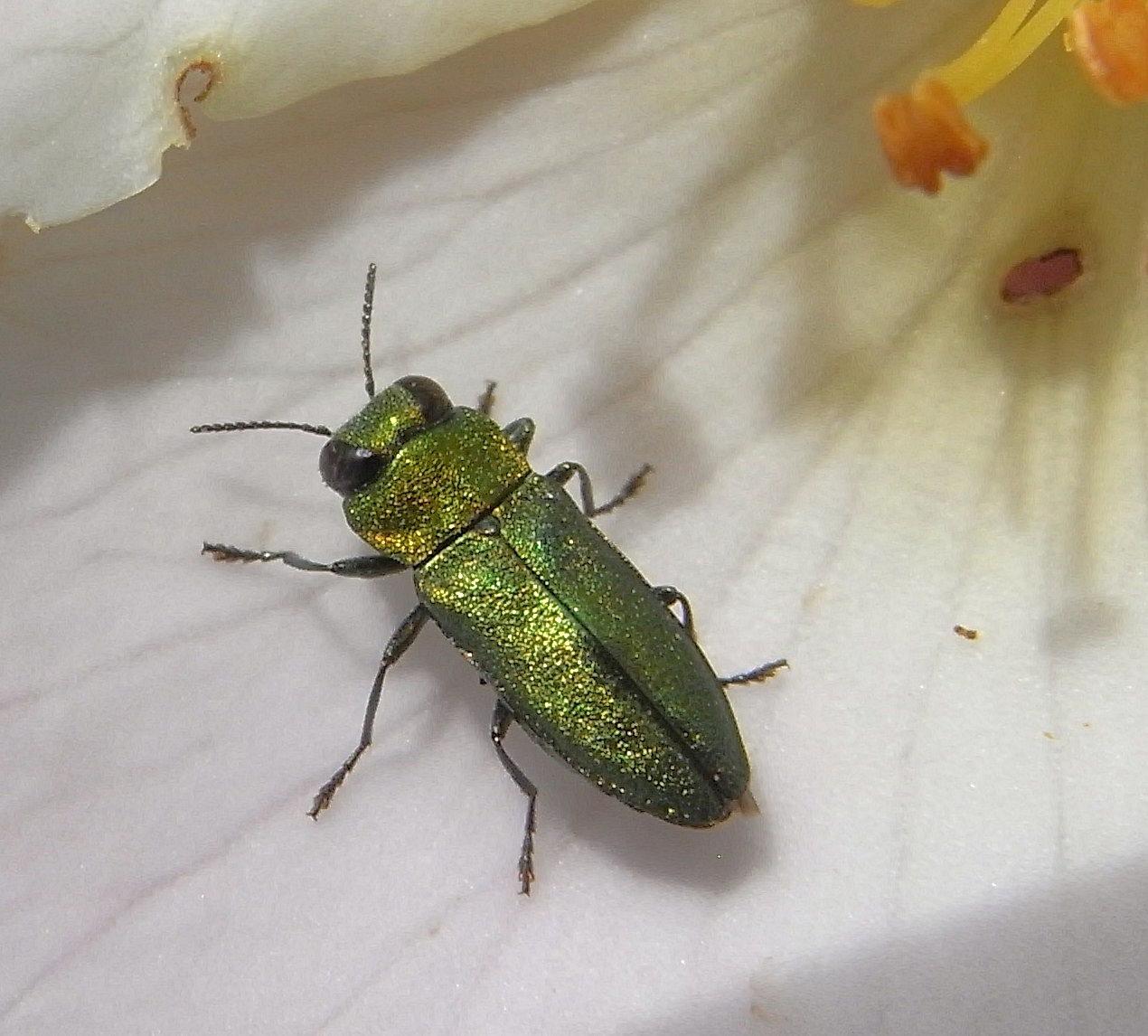
Samiec

Kwietniczek dwojaczek (Anthaxia nitidula) – gatunek chrząszcza z rodziny bogatkowatych. W Polsce występuje prawdopodobnie na całym obszarze, zwłaszcza na stanowiskach o ciepłym mikroklimacie. Larwy żerują m.in. na drzewach owocowych z rodziny różowatych.